# Kênh Đôi

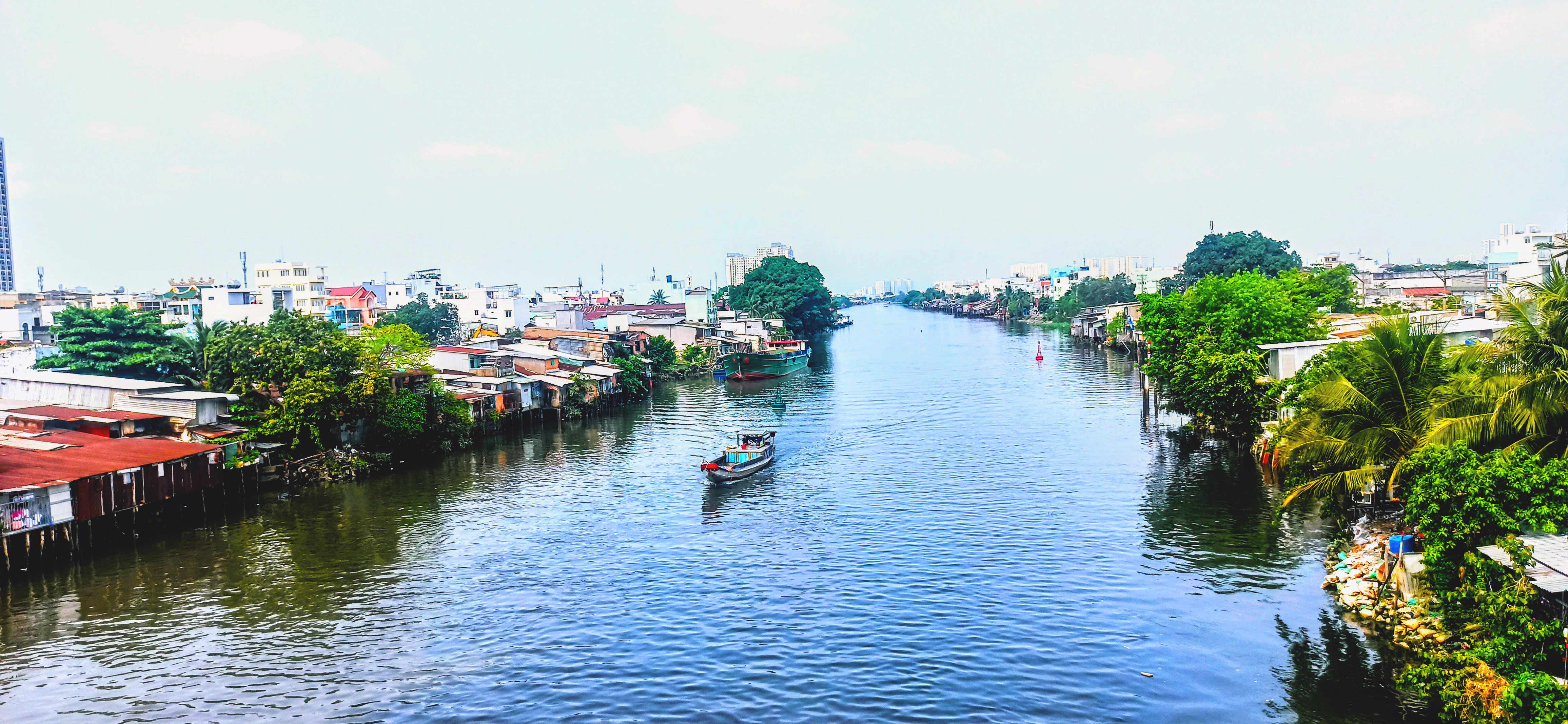
Kênh Đôi nhìn từ cầu Nhị Thiên Đường

Kênh Đôi là một con kênh đào thuộc địa phận Quận 8, Thành phố Hồ Chí Minh. Kênh này chia Quận 8 thành hai khu vực dài và hẹp ở bờ bắc và bờ nam kênh.
Hiện nay, kênh rộng 50 m, sâu 20 m, có thể lưu thông tàu bè loại lớn. Kênh có các cây cầu bắc qua: cầu Chữ Y, cầu Chánh Hưng, cầu Nhị Thiên Đường.

## Lịch sử
Kênh Đôi chạy song song với kênh Tàu Hũ và kênh Lò Gốm, được chính quyền thực dân Pháp cho đào vào thập niên 1910, đến năm 1919 thì hoàn thành, trở thành một trong những tuyến kênh huyết mạch của hệ thống cảng Sài Gòn lúc bấy giờ. Sau đó vào năm 1922, Toàn quyền Đông Dương đã ban hành quyết định giao Hội đồng quản trị Thương cảng Sài Gòn quản lý toàn bộ lưu vực kênh Tàu Hủ – Bến Nghé – Đôi – Tẻ và hệ thống bến bãi hai bên bờ lúc bấy giờ, bao gồm: rạch Bến Nghé – Tàu Hủ (arroyo Chinois), kênh Lò Gốm (canal des Poteries), kênh Tẻ (canal de Dérivation), kênh Đôi (canal de Doublement), các tuyến kênh ngang nối kênh Bến Nghé – Tàu Hủ – Lò Gốm với kênh Tẻ – kênh Đôi, đoạn rạch Cát từ kênh Đôi đến rạch Cầu Già, và đoạn sông Chợ Đệm từ kênh Đôi đến cầu sắt Bình Điền của tuyến đường sắt Sài Gòn – Mỹ Tho.

## Hình ảnh

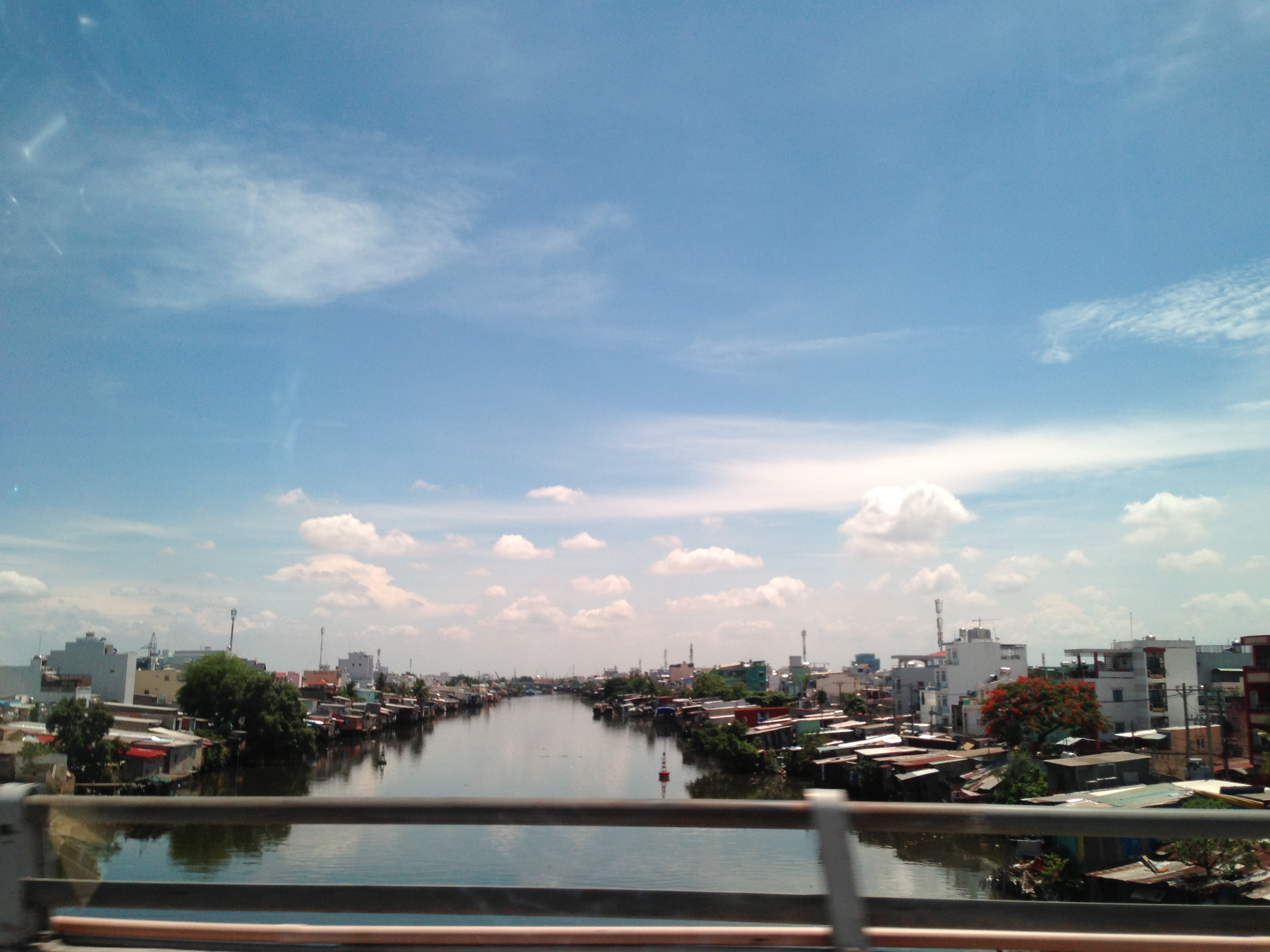
Kênh Đôi nhìn từ cầu Chánh Hưng
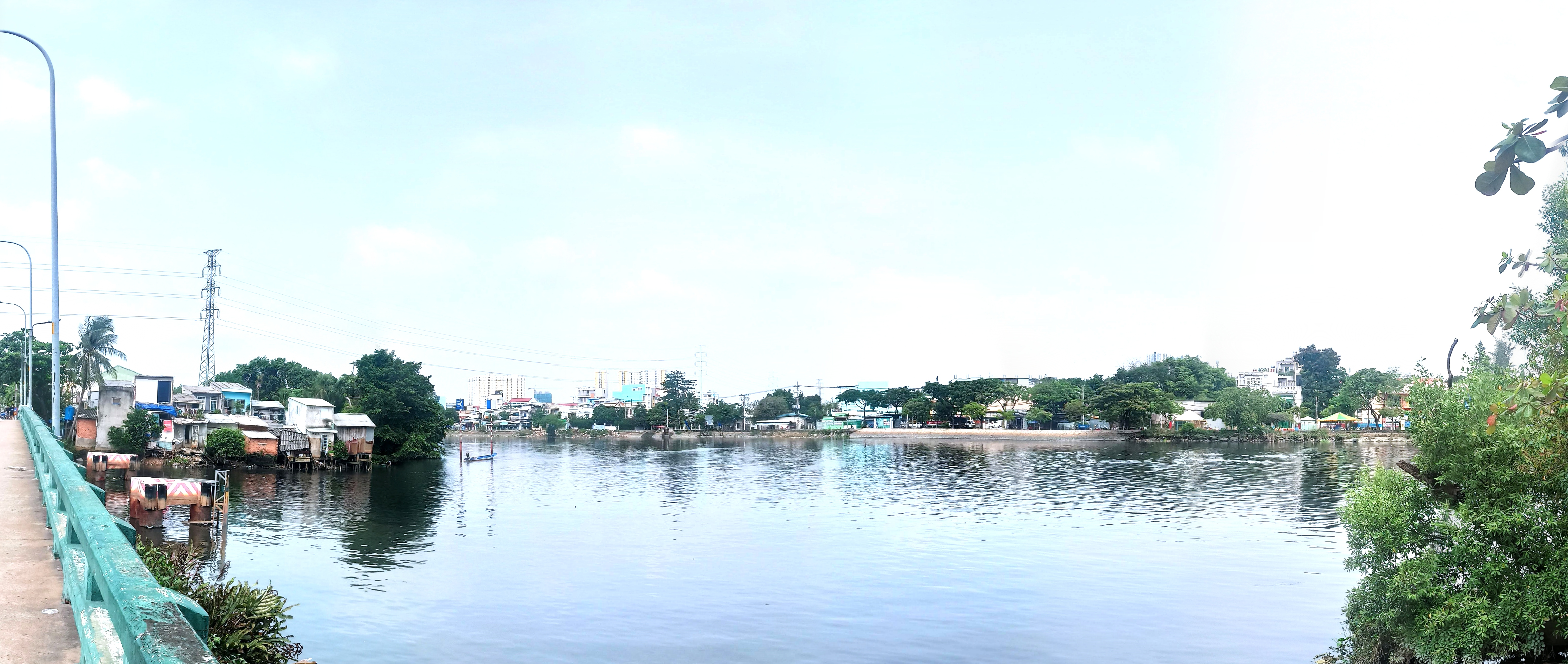
Nhìn từ cầu Bà Tàng